# 田中耕三
田中 耕三（たなか こうぞう、1926年〈大正15年〉5月13日 - 2021年〈令和3年〉9月12日）は、日本の経営者。山口銀行元頭取。

## 経歴
山口県徳山市（現周南市）出身。埼玉県朝霞市の海軍兵学校在学中に終戦を迎える。
戦後、慶応義塾大学大学院経営管理学研究科修士課程修了、日立製作所に入社。人事部労務課に配属され労働組合との交渉窓口を担当した。
1953年（昭和28年）、山口銀行から労務管理の責任者として招聘され、翌年3月入行。7月1日、総務部長代理に就任する。以後、総務部人事課長、総務部次長兼人事課長等、長らく人事部門の役職を歴任し、本店営業部副長となる。
1975年（昭和50年）5月取締役に選任され、80年12月常務、86年6月専務に昇進する。

### 頭取に就任
1992年（平成4年）6月、代表取締役頭取に就任する。
在任中は、2000年（平成12年）10月2日に個人向けインターネットバンキングのサービスを開始し、翌年7月16日には日本の銀行としては初めて、中国銀行（中華人民共和国・北京市）と業務提携を結び信用供与枠（クレジットライン）を設定した。

### 相談役に退く
2002年（平成14年）6月、相談役に退くが、本店に専用の個室を持ち、役員並みの報酬、運転手付きの専用車をあてがわれていた。第一生命多額詐取事件 の主犯の社員にも契約者の紹介をこの時期まで続けていた。
福田浩一が取締役会長に就任した翌年の17年9月、特別社友に退くが、以降も同行の社宅である一軒家に住み続けた。20年11月、特別社友の呼称を返上した。翌年に新頭取が就任。
このほか山口放送監査役、宇部興産学術振興財団理事を務めた。
2021年（令和3年）9月12日、肺炎のため死去。95歳没。

## 不祥事
1979年（昭和54年）に周南地区の支店長が定期証書偽造事件を起こした際、田中は同支店の統括店である徳山支店の支店長であったが、監督責任は問われなかった。
2004年（平成16年）に山口銀行の頭取が福田浩一に交代した際に、既に相談役に退き役員でなかった田中が大きく関与したことについて、中国財務局より「ガバナンス上の問題がある」と批判され、これが遠因となって経営不安があったもみじホールディングスとの経営統合（事実上の救済合併）を余儀なくされたと『週刊ダイヤモンド』が報じている。